# 乳孔藻屬
乳孔藻屬（學名：Mastopora）是已滅絕的一屬綠藻。生存在早奧陶紀至晚志留紀的海洋中，其化石常與珊瑚礁、腕足類和苔蘚蟲的化石一同出現。它們曾錯誤地被劃分為原生動物及海綿。

## 特徵
乳孔藻的特徵為從中線長出叢集的葉狀體。球形結構的表面有一層鈣化黏液，能幫助其成為化石保存下來。網狀結構是由中軸線輻射出的分枝組成的，枝端粗鈍，並掩藏著保護性的石灰質覆蓋層。化石的表面為六邊形的蜂巢狀結構，每個六邊形的邊緣隆起而中間凹入，從而形成粗糙的化石表面。

## 物種[1]
- Mastopora concava Eichwald, 1840
- Mastopora odini Stolley, 1898